# Rochford (Essex)
Rochford is een civil parish in het bestuurlijke gebied Rochford, in het Engelse graafschap Essex. De plaats telt 8471 inwoners.

## Geboren in Rochford
- Jamie Cullum (1979), zanger en multi-instrumentalist